# Hector Hoornaert
Hector Hoornaert (Courtrai, 1851 - Bruges, 1922) était un prêtre catholique belge.
Au terme d’une carrière dans l’enseignement, il fut nommé conservateur de la fondation Carlos de Amberes à Madrid, où il se passionna pour le mysticisme espagnol et donna des traductions d’œuvres de Saint-Jean-de-la-Croix. Désigné curé du béguinage de Bruges, alors en pleine décrépitude, il tenta, en vain, d’insuffler un regain de vie à sa paroisse béguinale. Il s’essaya à la littérature (poésie, théâtre, récits de voyage), mais son principal ouvrage est l’essai sur le béguinisme intitulé Ce que c’est qu’un béguinage, où il se signale comme un ecclésiastique ultramontain et anti-moderniste.

## Biographie
Né à Courtrai en 1851, frère aîné du père de Rodolphe Hoornaert, Hector Hoornaert suivit une formation de prêtre catholique au séminaire de Bruges. En 1874, alors qu’il était encore sous-diacre, il fut nommé professeur au collège Saint-Louis de Bruges et y enseigna de 1874 à 1894 en classe de poétique, c’est-à-dire en avant-dernière année du secondaire. Il mettait ses loisirs à profit pour composer des poèmes et écrire des pièces de théâtre, qu’ensuite il montait et faisait interpréter par ses éléves. Il fut ordonné prêtre en décembre 1875. Grand amateur de voyages, il tirait de ses périples des sujets de poésies romantiques et des récits de voyage d’une grande vivacité. Verront le jour ainsi les recueils de poèmes Bethléem et Nazareth, de 1876, et Ballades russes, de 1892, et les récits de voyage Au pays des sapins : voyage en Norvège, de 1882, Jersey, le tour de l’île à pied, de 1890, et Croquis du Rhin et de la Moselle, de 1891. Quelques-uns de ses drames eurent une certaine résonance, notamment Joseph reconnu par ses frères (1878), Absalon (1879), Attila (1880) et l’Enfant bien gardé (1885). Mais c’est surtout par Scènes de la vie de collège, paru en 1888 dans le Magasin littéraire et scientifique, qu’il réussit à se faire un nom dans la littérature belge francophone du XIXe siècle.

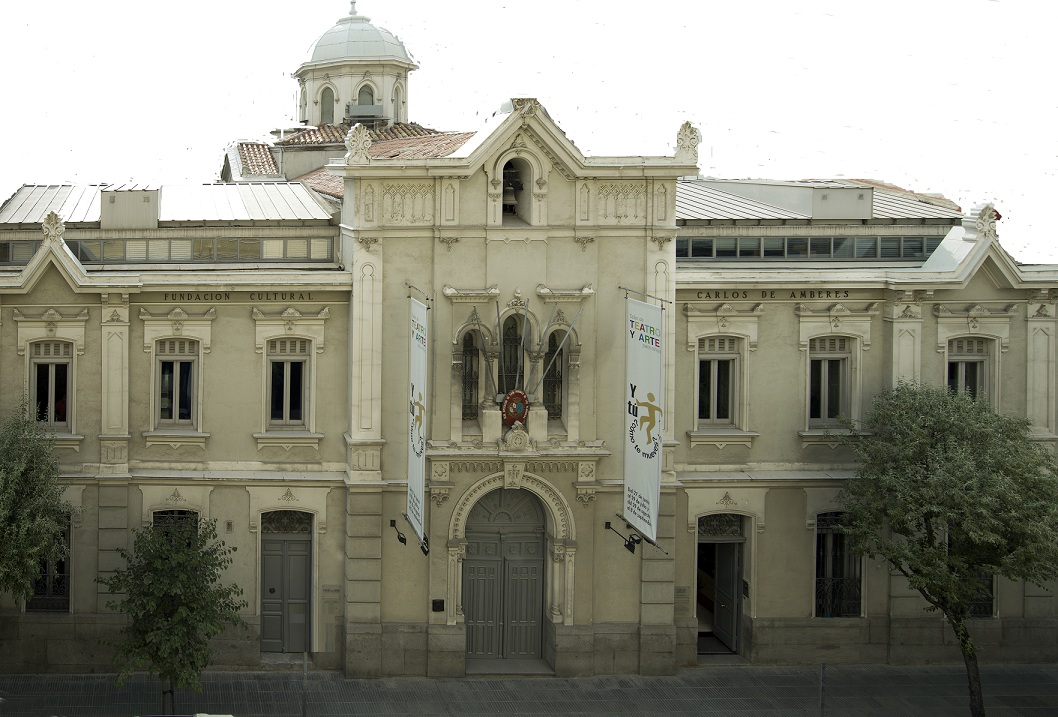
Siège de la fondation Carlos de Amberes à Madrid, dont Hoornaert fut le recteur de 1894 à 1900.

En juin 1894, il fut nommé, pour le compte du gouvernement belge, administrateur et restaurateur de la fondation hospitalière Saint-André-des-Flamands à Madrid, laquelle fondation, créée en 1606 par le marchand anversois Carlos de Amberes, comprend une chapelle et une maison d’hôtes à l’usage des pèlerins des Pays-Bas. Compulsant les sources historiques sur place, il étudia l’histoire de la fondation et rédigea un rapport à l’intention du ministère belge des Affaires étrangères, qui visait à obtenir de l’administration espagnole une réorganisation de Saint-André-des-Flamands, dans l’espoir de nommer un ecclésiastique belge recteur de la chapelle et de la maison d’hôtes.
Durant son séjour de six années à Madrid, Hector Hoornaert eut le loisir de s’initier à la langue et à la culture espagnoles, nourrissant un grand intérêt pour les mystiques de ce pays ; il en résulta la parution en 1899 de D’après les maîtres espagnols. Études et Sonnets. Cependant Hoornaert attira l’attention surtout par ses traductions françaises, fluides et savantes, de trois œuvres de Saint-Jean-de-la-Croix : la Montée du Carmel (paru en 1915, avec une préface de monseigneur Waffelaert, évêque de Bruges), la Nuit obscure et la Vive Flamme d’amour (1916) et le Cantique spirituel. Les sentences et avis spirituels (1918).
En août 1900, presque aussitôt après son retour en Belgique, il fut nommé curé (« recteur ») du béguinage de Bruges, de même que directeur spirituel de deux petits couvents dans les environs de ce béguinage. En mai 1912, il devint secrétaire auxiliaire de l’évêché et chanoine honoraire de la cathédrale,. Il ne cessa d’écrire pendant l’exercice de ces fonctions, mais ses ouvrages eurent désormais une portée plus religieuse et historique, comme l'attestent les publications S. S. Pie X, de 1909, et Ce que c’est qu’un béguinage, de 1920.
Décédé à Bruges en 1922, il fut inhumé au cimetière Sainte-Madeleine de Courtrai. À l’initiative des Scriptores catholici, une plaque commémorative, de la main du sculpteur Frans Huygelen, fut apposée en mai 1937 sur la façade latérale de son presbytère au no 15 de la place Wijngaardplein, près de l’entrée du béguinage,.

## Œuvre et action en faveur du béguinage de Bruges
Intellectuel et forte personnalité, Hoornaert exerça en tant qu’écrivain et essayiste une certaine influence sur l’intelligentsia catholique de son époque. Il fut l’un des animateurs de La Jeune Belgique catholique, à la fois revue et mouvement réunissant sous sa bannière les jeunes auteurs catholiques qui au tournant du siècle (1890-1910) réagissaient contre le principe de l'Art pour l'art et en même temps sans doute contre la revue libérale La Jeune Belgique (1881-1897), et qui voulaient donner au catholicisme une place de premier plan dans la littérature. Outre quelques poésies, pièces de théâtre et une série de récits de voyage, la dernière décennie de la vie de Hoornaert fut vouée à la rédaction d’écrits de mysticisme et d’ascèse, tels que sa biographie de Pie X.
En 1921 parut son principal ouvrage, Ce que c’est qu’un béguinage, où il fait figure de prêtre ultramontain et anti-moderniste, dans la droite ligne de Génie du christianisme de Chateaubriand. Il y glorifie la vie des béguines, tout en fustigeant les mesures prises contre elles par la Révolution française, puis par les gouvernements libéraux belges du XIXe siècle, et tout en blâmant les principes matérialistes du socialisme, lesquels selon Hoornaert conduisent à la déchéance intellectuelle et morale et à la confusion sociale. D’autre part, ce livre, véritable cri de détresse, doit être rangé aussi parmi les efforts considérables faits par Hoornaert pour sauver le béguinage de Bruges, alors à l’agonie. Croyant à un renouveau possible de la vie béguinale, il s’engagea expressément à le faire revivre et envisagea même que Bruges puisse de ce point de vue servir d’exemple à suivre. Il lui paraissait significatif qu’en dépit de la Réforme et de la Révolution française les béguinages avaient persisté dans leur existence, ce qui prouvait bien leur force vitale et leur nécessité sociale. Il s’efforça d’appliquer au béguinage de Bruges les principes qu’il professait dans son ouvrage, mais c’est aussi en lui rendant sa prospérité matérielle qu’il espérait provoquer le sursaut espéré. Le renouveau chrétien dont Hoornaert escomptait la survenue à son époque allait selon lui donner un regain de vie aux béguinages. Au lendemain de la Première Guerre mondiale, il ira jusqu’à voir une analogie entre les premières béguines (dont l’émergence s’explique en partie par l’excédent de femmes au lendemain des croisades) et les béguines modernes ; beaucoup de filles demeurées seules après la guerre pourraient être recueillies dans les nouveaux béguinages. Cette belle édition était illustrée de nombreuses gravures de Louis Reckelbus.

## Publications

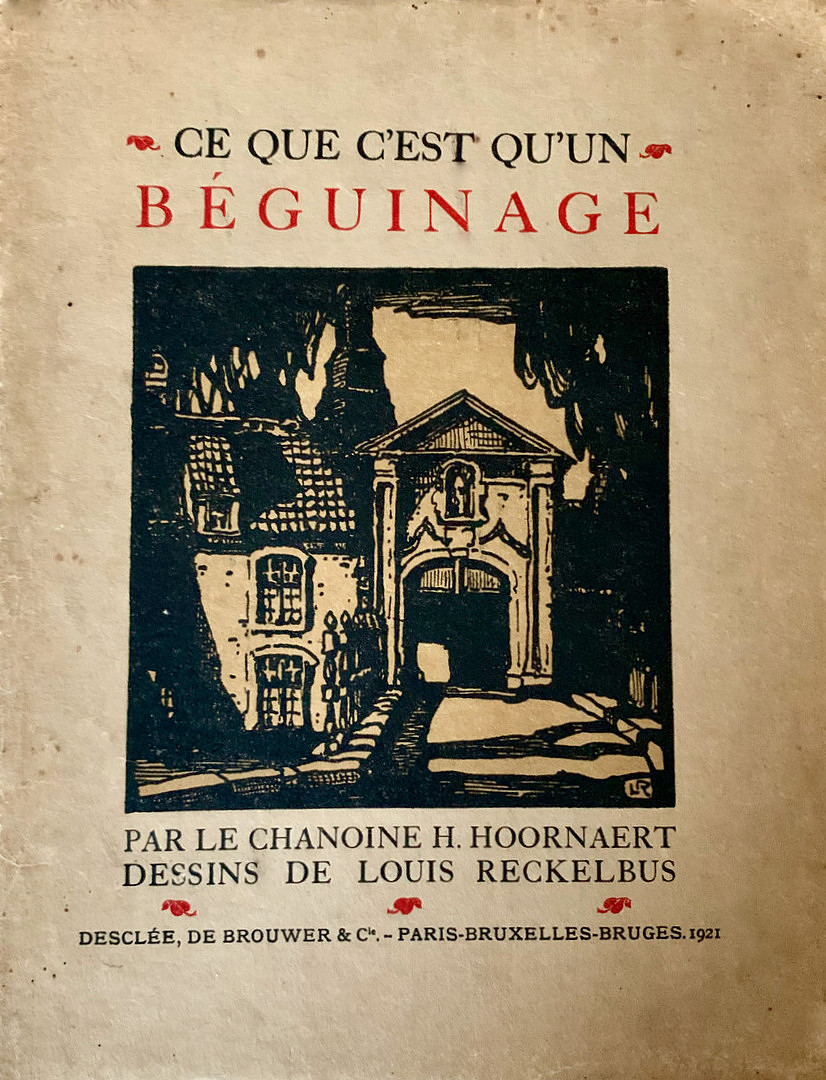
Couverture de Ce que c'est qu'un béguinage (1921). Illustration de Louis Reckelbus.

- Absalon : drame biblique avec chœurs, en trois actes et un vers, Bruges, 1879
- Scènes de la vie de collège, Gand, 1888
- Croquis du Rhin et de la Moselle, Bruges, 1891
- L’Heure de l’âme, Paris, 1898
- Terre promise et Palestine moderne, Courtrai, Vermaut, 1914, 245 p.
- Ballades russes, Paris, Savine, 1892, 190 p.
- Ce que c'est qu'un béguinage, Paris, Desclée de Brouwer, 1921, 161 p.
- Jersey : le tour de l'île à pied, Gand, Siffer, 1890, 75 p.
- Le Pays des sapins : voyage en Norvège, Paris, Palmé, 1882, 452 p.
- Les Plus Anciens Documents des archives du béguinage de Bruges : la chapelle castrale des châtelains de Bruges, procès canonique relatif à la dotation de cette chapelle, origine ecclésiastique du béguinage, Bruges, De Plancke, 1906, 48 p.
- D'après les maîtres espagnols : etude et sonnets, Bruxelles, Société Belge de Librairie, 1899, 297 p.
- S.S. Pie X : nouvelle étude biographique, Lille, Desclée de Brouwer, 1909, 530 p. (en collaboration avec A. Mervillie)
- Le Cantique spirituel et les sentences et avis spirituels de saint Jean de la Croix, Lille, Société St. Augustin, 1918, 410 p. (éd. rev. et complétée 1923, même éditeur)
- La Nuit obscure et la vive flamme d'amour de saint Jean de la Croix, Lille, Société St. Augustin, 1923, 2e éd., 276 p.
- La Montée du Carmel de saint Jean de la Croix, Lille, Société St. Augustin, 1925, 3e éd., deux tomes

## Corrélats
- Rodolphe Hoornaert
- Béguinage de Bruges